# 為田真美
為田 真美（ためだ まみ、1983年10月31日 - ）は、日本の元女優、元タレント、元モデル。法政大学経済学部卒業。早稲田大学演劇倶楽部出身。既婚者であり、現在の姓は荒川。ダンスインストラクターを務めている。

## 出演

### テレビドラマ
- まみちゃんの不思議な旅（1992年、NHK教育） - 主演・まみ 役

### 舞台
- UNI-VeR - 主演
- 新橋荘・昭和26年
- 巴里かもネ。
- 宵待草・昭和七年
- ミュージカル『アニー』（1991年） - ケイト 役
- ミュージカル『サウンド・オブ・ミュージック』（1992年） - ブリギッタ 役
- ミュージカル『若草物語 ナンとジョー先生』（1993年） - デーズィ 役
- ミュージカル『大草原の小さな家』（1994年） - 主演・ローラ 役
- ミュージカル『小公女セーラ』（1995年） - 主演・セーラ 役
- ミュージカル『GANg』（1996年） - 主演・リリー 役
- ミュージカル『赤毛のアン』（1997年） - 主演・アン 役
- ミュージカル『オンリーワン』 - まみ 役
- ミュージカル『ココ・スマイル』 - アオイ 役

### 映画
- プリンセスイヤー（2002年3月30日、ENBU「演劇&映画」ゼミナール） - 村瀬はるな 役

### バラエティ
- 水曜特バン! 第1回全日本天才キッズ歌謡音楽祭（1993年11月17日、テレビ朝日）
- 水曜特バン! 第2回全日本天才キッズ歌謡音楽祭（1994年2月8日、テレビ朝日）
- Hayami English Network（1994年 - 1996年、中京テレビ） - レギュラー
- 松本梨香のおかし王（2000年、食と旅のフーディーズTV） - レギュラー

### CM
- マクドナルド
- NTT
- 日清食品
- ららや
- バンダイ
- タカラ
- 中部電力

### 広告
- 全国農業協同組合連合会
- ナショナル
- 小学館
- NEC